# Xenorhabdus
Genre
Xenorhabdus est un genre de bacilles Gram négatifs (BGN) de la famille des Morganellaceae. Son nom formé sur les racines grcques xenos (ξένος : étranger, inhabituel) et rhabdos (ῥάβδος,-ου : baguette, bâton) peut se traduire dans ce contexte par « bacille pathogène ». Il fait référence à l'association symbiotique entre ce genre bactérien et les vers nématodes entomopathogènes du genre Steinernema,.

## Liste d'espèces
Selon la LPSN (21 octobre 2022) :
- Xenorhabdus beddingii (Akhurst 1986) Akhurst & Boemare 1993
- Xenorhabdus bovienii (Akhurst 1983) Akhurst & Boemare 1993
- Xenorhabdus budapestensis Lengyel et al. 2005
- Xenorhabdus cabanillasii Tailliez et al. 2006
- Xenorhabdus doucetiae Tailliez et al. 2006
- Xenorhabdus eapokensis Kämpfer et al. 2017
- Xenorhabdus ehlersii Lengyel et al. 2005
- Xenorhabdus griffiniae Tailliez et al. 2006
- Xenorhabdus hominickii Tailliez et al. 2006
- Xenorhabdus indica Somvanshi et al. 2009
- Xenorhabdus innexi Lengyel et al. 2005
- Xenorhabdus ishibashii Kuwata et al. 2013
- Xenorhabdus japonica corrig. Nishimura et al. 1995
- Xenorhabdus khoisanae Ferreira et al. 2013
- Xenorhabdus koppenhoeferi Tailliez et al. 2006
- Xenorhabdus kozodoii Tailliez et al. 2006
- Xenorhabdus lircayensis Castaneda-Alvarez et al. 2021
- Xenorhabdus magdalenensis Tailliez et al. 2012
- Xenorhabdus mauleonii Tailliez et al. 2006
- Xenorhabdus miraniensis Tailliez et al. 2006
- Xenorhabdus nematophila corrig. (Poinar & Thomas 1965) Thomas & Poinar 1979 – espèce type
- Xenorhabdus poinarii (Akhurst 1983) Akhurst & Boemare 1993
- Xenorhabdus romanii Tailliez et al. 2006
- Xenorhabdus stockiae Tailliez et al. 2006
- Xenorhabdus szentirmaii Lengyel et al. 2005
- Xenorhabdus thuongxuanensis Kämpfer et al. 2017
- Xenorhabdus vietnamensis Tailliez et al. 2010